# Carl de Boor
Carl-Wilhelm Reinhold de Boor  (Słupsk, 3 de dezembro de 1937) é um matemático estadunidense nascido na Alemanha.
É professor emérito da Universidade de Wisconsin-Madison. Em 1993 foi eleito membro da Academia Nacional de Engenharia dos Estados Unidos.